# Projecció cilíndrica estereogràfica
La projecció cilíndrica estereogràfica és una projecció cartogràfica cilíndrica que no és conforme (distorsiona les formes i els angles) i no és equivalent (distorsiona les àrees relatives).
Aquesta projecció es construeix projectant sobre el pla cada punt de l'esfera des del punt equatorial al meridià antípoda.
L'escala és constant al llarg de l'Equador però la distorsió creix 
cap a les zones polars.
En aquesta projecció tots els meridians i paral·lels apareixen representats rectes, els meridians apareixen separats amb una distància constant, els
paral·lels apareixen separats per distàncies creixents allunyant-se de l'Equador.
Suposant una escala a l'Equador escala i un meridià central de longitud long0, aquestes són les equacions per a un mapa d'aspecte equatorial per a obtenir les coordenades cartesianes x, y en el pla per al lloc amb longitud long i latitud lat:
```
x = escala * (long - long0)
y = escala * 2 * tan(lat /2)
```